# Rarang Tengah
Rarang Tengah is een bestuurslaag in het regentschap Oost-Lombok van de provincie West-Nusa Tenggara, Indonesië. Rarang Tengah telt 4348 inwoners (volkstelling 2010).